# La Bastida (Olette)
La Bastida est un château situé au bord de la Têt, sur le territoire de la commune d'Olette, dans le département des Pyrénées-Orientales. 

## Histoire
La Bastida a été construite par Jean de So, vicomte de So, entre 1335 et 1345. Le château est qualifié de « Bastida Nova » en 1345. Jean de So l'a bâti pour être au centre de ses terres.
À la fin de la croisade d'Aragon, en 1345, avec la victoire de Pierre IV d'Aragon sur Jacques III de Majorque, Jean de So fait sa soumission à Pierre IV d'Aragon mais il perd la vicomté d'Évol. Par sentence du conseil royal du 28 septembre 1351, sur la requête du comte de Foix, Pierre IV d'Aragon rendit les biens confisqués à ses fils, Bérenger et Bernard. Bernard de So est mort en 1413. Son fils Guillaume lui a succédé. Guillaume de So, vicomte d'Évol, y a fait construire la chapelle dédiée à saint Jean Baptiste, entre 1413 et 1428, année de sa mort.
En 1469, Louis XI qui a obtenu les comtés de Cerdagne et de Roussillon par le traité d'Olite en 1462, confisque la vicomté au profit de Damien Dez Castlar.
Un habitat s'est développé autour de l'enceinte. La Bastida est bombardée en 1674. Elle est considérée comme démolie en 1680.
En 1820, le propriétaire a fait abattre les bâtiments restant, sauf les deux tours qui subsistent.
Les ruines de la Bastida ont été inscrites au titre des monuments historiques le 9 mars 1927.

## Architecture
L'enceinte du château avait un plan carré de 25 m de côté, dont au moins deux angles sud-est et sud-ouest étaient protégées de tours circulaires, qui subsistent. 
À quelques mètres, au bord du chemin passant par un pont ancien, des vestiges d'un bâtiment sont encore apparents.